# لارا هاريس
لارا هاريس (بالإنجليزية: Lara Harris)‏ هي عارضة وممثلة أمريكية، ولدت في 22 أغسطس 1962 بشيكاغو في الولايات المتحدة.

## وصلات خارجية
- لارا هاريس على موقع IMDb (الإنجليزية)
- لارا هاريس على موقع قاعدة بيانات الفيلم (الإنجليزية)